# Advanced Matrix Extension
Con il nome di Advanced Matrix Extension (abbreviate in AMX) viene indicato un set di istruzioni SIMD proposte e sviluppate da Intel, pubblicate il 29 giugno 2020.

## Caratteristiche tecniche
Le Advanced Matrix Extension (AMX) sono un'estensione che introduce 2 nuovi componenti nella architettura x86 un registro a 2-dimensioni chiamato tiles e un set di acceleratori che operano su queste tiles. Le tiles sono una porzione di un array bidimensionale di memoria (di massimo 8 Kb l'una), le istruzioni AMX operando su questi array che possono essere scambiati in modo sincrono con la memoria centrale tramite operazioni di store/load. Inoltre le istruzioni possono essere mescolate nel normale flusso con istruzioni x86 o AVX.
Il primo acceleratore implementato è TMUL (tile matrix multiply unit).